# The Great Mouse Detective
The Great Mouse Detective este un film de animație din 1986, produs de Walt Disney Feature Animation și lansat inițial la 2 iulie 1986 de către Walt Disney Pictures. Acest film, a 26-a animație în canonul oficial, a fost regizat de Burny Mattinson, David Michener și de echipa lui John Musker și Ron Clements, care a regizat ulterior filmele de succes ale companiei Disney Mica sirenă și Aladdin. Filmul a fost, de asemenea, cunoscut sub numele de The Adventures of the Great Mouse Detective la relansarea sa din 1992 și Basil the Great Mouse Detective în unele țări. Personajele principale sunt toate șoareci și șobolani, care trăiesc în Londra din epoca victoriană.
Inspirat din seria de cărți pentru copii Basil of Baker Street al Evei Titus, el se bazează foarte mult pe tradiția lui Sherlock Holmes cu un șoarece eroic, care-l imită în mod conștient pe detectiv; Titus și-a numit personajul principal după actorul Basil Rathbone, care este cunoscut pentru interpretarea lui Holmes în filme (și a cărui voce, extrasă dintr-o lectură din 1966 a "Ligii roșcaților", a fost vocea lui Holmes în acest film, la 19 ani după moartea sa). Într-un mod interesant, Sherlock Holmes menționează "Basil" ca unul dintre pseudonimele sale în povestirea "Peter „cel Negru”" a lui Arthur Conan Doyle.
După eșecul de filmului animat The Black Cauldron, realizat de Disney, acest film s-a dovedit a fi un succes la lansarea sa inițială în 1986. Ca atare, noua conducere a companiei a fost convinsă că departamentul lor de animație era încă o întreprindere viabilă și acest lucru a dus la renașterea companiei.
Filmul este disponibil în limba română prin intermediul platformei operaționale online HBO GO.
Varianta autohtonă îi reunește pentru dublajul filmului pe: Gina Pistol (Kitty Mouse), Celia (Kitty Mouse- cântece), Matteo (Fidge), Guess Who (unul dintre acoliții lui Ratigan), Ileana Stana Ionescu (Regina) și Virgil Ianțu (Basil). 

## Rezumat
În Londra anului 1897, o tânără șoricioaică scoțiană pe nume Olivia Flaversham își sărbătorește ziua de naștere împreună cu tatăl ei, fabricantul de jucării Hiram. Dintr-o dată, Fidget, un liliac cu un picior de lemn, intră în casă și îl răpește pe Hiram. Fidget îl duce pe Hiram la profesorul Ratigan care îi poruncește să realizeze un robot care să o imite pe Regina șoarecilor, astfel încât Ratigan să poată conduce el Anglia. Hiram refuză să ia parte la complot, iar Ratigan îi poruncește lui Fidget să o captureze pe Olivia, amenințându-l pe fabricantul de jucării că dacă nu-l va ajuta, o va hrăni cu Olivia pe pisica lui, Felicia.
Olivia îl caută pe Basil din Baker Street, un detectiv de renume mondial și inamic al lui Ratigan. Revenit la Londra după ce servise ca medic militar în Afganistan, Dr. David Q. Dawson o ajută pe Olivia să găsească domiciliul lui Basil. La început, Basil este reticent, dar atunci când Olivia menționează că tatăl ei a fost răpit de Fidget, detectivul își dă seama de șansa de a-l captura pe Ratigan. Basil și Dawson îl iau pe Toby, câinele de companie al lui Sherlock Holmes, pentru a lua urma lui Fidget, pe care îl găsesc într-un magazin de jucării furând mecanisme de ceasornic și uniforme de la soldații de jucărie. Liliacul o prinde mai târziu pe Olivia într-o ambuscadă într-un leagăn de jucărie. Basil și Dawson îl urmăresc pe Fidget, dar se încurcă și cad. În timp ce căuta prin magazin, Dawson descoperă lista liliacului, iar Basile face niște teste chimice și descoperă că lista provine de la vărsarea canalizării în râul Tamisa. Basil și Dawson se deghizează în marinari și se duc într-o tavernă numită "Rat Trap" și-l urmăresc pe Fidget până la ascunzătoarea lui Ratigan. Ei sunt prinși, iar Ratigan îi leagă într-o cursă de șoareci cu arc în legătură cu o mașină Rube Goldberg. Ratigan pleacă la Palatul Buckingham, unde Fidget și complicii săi o răpesc pe regină. Basil, împreună cu Dawson, deduc punctele slabe ale capcanei și scapă la timp.
La Palatul Buckingham, Ratigan îl forțează pe Hiram să o acționeze pe Regina de jucărie, în timp ce Regina reală este dusă pentru a fi hrănită cu ea Felicia. Regina de jucărie îl declară pe Ratigan conducător al Regatului șoarecilor, iar el își anunță planurile sale tiranice pentru noii săi "supuși". Chiar atunci, Basil, Dawson și Olivia îi salvează pe Hiram și pe Regina reală și-l rețin pe Fidget (împreună cu ceilalți acoliți ai lui Ratigan). Basil o forțează pe regina mecanică să-l denunțe pe Ratigan ca impostor și tiran în timp ce se rupe în bucăți. Mulțimea, înfuriată de trădarea lui Ratigan, începe să-l atace și îi învinge gărzile sale improvizate. Ratigan se eliberează și scapă cu dirijabilul lui, condus de Fidget, luând-o pe Olivia ca ostatică. Basil, Dawson și Hiram își creează propriul lor aparat de zbor dintr-o cutie de chibrituri și niște baloane mici umplute cu heliu, aflate sub Union Jack. Ratigan îl aruncă pe Fidget (care nu poate zbura) în râul Tamisa, iar acesta probabil moare, și apoi încearcă să conducă el-însuși dirijabilul. Basil sare pe dirijabil pentru a lupta cu Ratigan, făcându-l să se prăbușască direct în Big Ben. În interiorul ceasului, Basil o salvează pe Olivia și i-o predă în condiții de siguranță lui Hiram. Ratigan se luptă cu Basil, până ce clopotul ceasului începe să bată și Ratigan cade, luându-l cu el pe Basil. Totuși, Basil reușește să se salveze la timp.
Întorși în Baker Street, Basil și Dawson își povestesc aventurile, precum și recunoștința reginei pentru că i-a fost salvată viața. Cei doi Flaversham pleacă să prindă trenul. În timp ce Dawson încearcă să plece, o clientă nouă înnebunită de durere îi convinge pe Basil și pe Dawson să o ajute. În cele din urmă, Basil îl proclamă pe Dawson "asociatul de încredere, doctorul Dawson, cu care îmi rezolv toate cazurile".

## Distribuție
- Barrie Ingham - Basil: un detectiv, bazat pe detectivul fictiv Sherlock Holmes și principalul protagonist al filmului. Scopul său principal este de a-l aduce pe profesorul Ratigan în spatele gratiilor și de a-l salva pe tatăl Oliviei Flaversham, prevenind în același timp un asasinat regal. Există câteva diferențe între Basil din seria de cărți și versiunea sa din film, cum ar fi starea de spirit mercantil. El cântă la vioara destul de bine în film, în timp ce Basil din seria de cărți de joc cântă mizertabil la vioară - în schimb, Basil cântă la flaut.

- Vincent Price - profesorul Ratigan: inamicul lui Basil și principalul antagonist al filmului. El se bazează pe profesorul James Moriarty din povestirile cu Sherlock Holmes. El plănuiește să preia controlul asupra monarhiei britanice. El și Basil sunt inamici de o lungă perioadă. În seria de cărți, se dezvăluie că numele său mic este Padraic și că Ratigan este, de fapt, un șoarece. La sfârșitul filmului, el este lovit de Big Ben și dispare în prăpastie adâncă de jos, după o luptă aprigă cu Basil, similar cu povestirea cu Sherlock Homes "Ultima problemă".
- Val Bettin - Maiorul dr. David Q. Dawson, fost în Regimentul 66 Berkshire în Afganistan. Personajul său este inspirat de Dr. John H. Watson din povestirile cu Sherlock Holmes. Interacțiunea între el și Basil o imită pe cea între dr. Watson și Holmes, iar Dawson este în mod constant uimit de deducțiile lui Basil. El devine în cele din urmă asociatul, prietenul și biograful personal al lui Basil.
- Susanne Pollatschek - Olivia Flaversham: o tânără șoricioaică de descendență scoțiană care cere ajutorul lui Basil pentru a-și găsi tatăl fabricant de jucării.
- Candy Candido - Fidget: liliacul slugarnic al lui Ratigan. El face treaba murdară pentru șeful său. Are o aripă frântă și un picior de lemn și, ca rezultat, el nu poate zbura. Ratigan îl aruncă de pe partea laterală a aparatului său de zbor pe la finalul filmului, iar el cade în Tamisa. Este dezvăluit faptul (deși în carte, nu în film) că a supraviețuit căderii (nu se explică cum a reușit aceasta).
- Frank Welker - Toby: câinele Basset Hound de încredere al lui Basil. El aparține teoretic lui Sherlock Holmes, care locuiește deasupra lui Basil.
- Alan Young - Hiram Flaversham: tatăl scoțian iubitor al Oliviei. El lucrează ca fabricant de jucării și este răpit de Fidget pentru a confecționa robotul Regina Mousetoria pentru diabolicul Ratigan.
- Frank Welker - Felicia: pisica masivă a lui Ratigan. Profesorul o cheamă sunând dintr-un clopoțel special pentru a se ocupa de trădători sau de oricine care îl supără. Ea este urmărită de Toby și atacată de câinii de pază ai reginei (Royal Guard Dogs) în partea finală a filmului și nu este văzută din nou. Ea este presupusă moartă.
- Diana Chesney - doamna Judson: menajera lui Basil. Ea îl adoră pe Basil, dar devine foarte supărată atunci când el îi distruge pernele ei bune, trăgând prin ele cu un pistol. Ea este inspirată de doamna Hudson.
- Eve Brenner - Regina Mousetoria: regina șoarecilor din Anglia, pe care Ratigan încearcă să o detroneze. Ea este o parodie a reginei Victoria, iar în acest film are Jubileul de diamant în același timp cu cel al reginei reale Victoria (după cum se poate vedea prin faptul că oamenii și șoarecii intră în același timp în Palatul Buckingham).
- Barrie Ingham - Bartholomew: unul dintre acoliții lui Ratigan. El își întâlnește sfârșitul precoce în timpul cântecului lui Ratigan, atunci când, fiind beat, își numește șeful un șobolan; înfuriat, Ratigan îl aruncă afară și o cheamă pe Felicia, care-l devorează.
- Basil Rathbone - Sherlock Holmes: faimosul detectiv uman care locuiește deasupra lui Basil. Vocea sa este luată din secvențele folosite în filmele originale cu Sherlock Holmes.
- Laurie Main - Dr. Watson: asociatul/partenerul medic al lui Sherlock Holmes, care locuiește și el deasupra lui Basil. Spre deosebire de Rathbone, secvențele de voce cu Nigel Bruce nu au fost folosite pentru scurta apariție a lui Watson.

## Producție
Machetele au fost realizate pe computere, iar utilizarea camerelor video a făcut posibilă o versiune digitală a desenelor în creion. Filmul este cunoscut și pentru utilizarea timpurie de imagini generate de computer (CGI) pentru o scenă de urmărire care are loc în interiorul Big Ben. Mișcările mecanismelor ceasornicului au fost produse prin grafică pe computer, tipărită și urmărită pe celule de animație unde au fost adăugate culorile și personajele. The Great Mouse Detective este uneori citat ca primul film animat al Walt Disney Pictures care a folosit CGI; în realitate, The Black Cauldron din 1985 are parte de această distincție.
În timp ce din punct de vedere vizual Basil și Dawson s-au inspirat din Rathbone și Bruce, vocile și personalitățile lor sunt diferite. Vocea lui Basil a fost modelată după interpretarea lui Henry Higgins de către Leslie Howard în filmul Pygmalion, în timp ce vocea lui Dawson a fost modelată după legenda animației Disney Eric Larson.
„"Noi nu am vrut săi facem simple versiuni miniaturale ale lui Basil Rathbone și Nigel Bruce", a afirmat Clements. "Dawson nu este un bufon. El este un ajutor al lui Basil, dar și o persoană caldă și îndatoritoare."”
Inițial, Olivia trebuia să fie un personaj mai în vârstă cu potențialul de fi un interes al dragostei lui Basil sau chiar al infatuatului dr. Dawson înainte de a se decide că ea ar trebui să fie un copil pentru a acumula mai bine simpatia publicului.

## Recepție
Filmul a fost bine primit de critici în timpul lansării sale inițiale, inclusiv un rating "două degete în sus" din partea criticilor Siskel și Ebert. Filmul are un rating actual de 80% pe situl Rotten Tomatoes, bazat pe 15 opinii.
Acest film a avut parte de succes la box-office, aducând încasări de 38.625.550 de dolari la un buget de 14 milioane dolari în timpul lansării inițiale. Succesul său moderat, după eșecul filmului anterior, a dat încredere noii conduceri a companiei Disney în viabilitatea departamentului lor de animație. Acest lucru a dus la realizarea filmului Mica sirenă, lansat trei ani mai târziu, care a reprezentat o renaștere pentru companie. 
După o relansare în februarie 1992, filmul a fost lansat pe casetă VHS și laserdisc în iulie 1992, ca parte a seriei Walt Disney Classics. A fost lansat din nou pe VHS în august 1999 (cu o foaie de joc în interiorul acestuia, ca parte a unui concurs) și pe DVD, în 2002, cu o scurtă prezentare a modului în care a fost realizat filmul. 
Un nou DVD "Mystery in the Mist Edition" al filmului The Great Mouse Detective a fost lansat la 13 aprilie 2010. Spre deosebire de versiunile video anterioare, care au folosit toate titlul relansării din 1992 (The Adventures of the Great Mouse Detective), acest DVD a purtat titlul original din 1986, care nu mai fusese folosit de la lansarea inițială din 1986. Această versiune nu a fost lansată în Europa.

## Coloană sonoră
- "The World's Greatest Criminal Mind" - muzică de Henry Mancini, versuri de Larry Grossman și Ellen Fitzhugh, interpretat de Vincent Price
- "Let Me Be Good To You" - muzică, versuri și interpretat de Melissa Manchester
- "Goodbye So Soon" - muzică de Henry Mancini, versuri de Larry Grossman și Ellen Fitzhugh, interpretat de Vincent Price